# Коултер, Кэтрин
Кэтрин Коултер (англ. Jean Catherine Coulter Pogany; 26 декабря 1942, округ Камерон, штат Техас) — американская писательница романтических триллеров и исторических любовных романов.

## Биография
Кэтрин Коултер родилась в 1942 году. Кэтрин с детства росла в творческой семье. Её отец — художник и певец, а мать была пианисткой. Мать умерла в 37 лет. Бабушка тоже была писательницей, как и Кэтрин. Свои первые два романа (по 15 страниц) Кэтрин написала в 14 лет, на 1-м курсе Техасского университета писала стихи. Кэтрин получила степень бакалавра в Техасском университете, а после получила степень магистра европейской истории начала XIX века в Бостонском колледже. В настоящее время живёт в округе Марин, штат Калифорния со своим мужем Anton Pogany. После университета Кэтрин работала в Нью-Йорке в качестве спич-райтера.
Первый роман The Autumn Countess был опубликован Penguin Books в 1978 году. К 1982 году Коултер зарабатывала достаточно, чтобы бросить работу и стать профессиональной писательницей.
С тех пор она сочинила более пятидесяти книг. Сорок два раза подряд с 1988 года её романы были бестселлерами по версии «Нью-Йорк таймс».